# Мари Лоренсен
Мари Лорaнсен (фр. Marie Laurencin; Париз, 31. октобар 1883 — Париз, 8. јун 1956) била је француска сликарка и гравер.
Рођена у Паризу, у ком проводи цео живот осим током периода Другог светског рата. Године 1914, прво одлази у Шпанију са својим првим мужом и немцем по имену: Baron Otto von Waëtjen, а касниоје одлази са њим у Диселдорф. После развода 1920, врло брзо се враћа у Париз.
На њен рад највише утицаје је извршио Пабло Пикасо, а као материјал најчешће је сликара пастелама. Преко свог пријатеља Аполинера, упознаје основе кубизма, и остаје верна том правцу.